# Corcovado
Corcovado (česky Hrbáč) je 710 m vysoký vrchol nad městem Rio de Janeiro.

## Socha Krista Vykupitele
Na vrcholu se nachází socha Krista Vykupitele (Cristo Redentor) s rozepjatýma rukama, která se stala symbolem Rio de Janeira. V roce 2007 jeden z nových sedmi divů světa. Tuto sochu si roku 1921 objednala arcidiecéze Rio de Janeiro. Je dílem francouzského sochaře Maximiliena Paula Landowského. Socha je v noci osvětlena, s podstavcem je vysoká 39.6 metrů, váží 1145 tun. Socha, která byla odhalena 12. října 1931 jako památník brazilské nezávislosti na Portugalsku (1822), v roce 1931 byla též vysvěcena, ke znovuvysvěcení došlo na začátku 90. let minulého století při návštěvě Jana Pavla II.

## Přístupnost a infrastruktura
Přístup na vrchol zajišťuje ozubnicová dráha „Estrada de Ferro Corcovado“. Cesta k úpatí sochy vede skrze národní park Tijuca. Jedná se o rozsáhlý lesnatý městský park, který jespolu s dalšími přírodními památkami od roku 2012 zapsán na seznamu světového dědictví UNESCO. K samotnému vrcholu od konečné zubačky vede 200 schodů nebo pohyblivé schody. Na Corcovado je také vybudovaná přístupová komunikace pro automobily. Na vrcholu Corcovada je bar, restaurace, výtah a pohyblivé schodiště pro snadný přístup k ploše z níž je výhled na Rio de Janeiro.